# Campionati norvegesi di sci alpino 1998
I Campionati norvegesi di sci alpino 1998 si svolsero a Oppdal dal 23 al 29 marzo. Il programma incluse gare di discesa libera, supergigante, slalom gigante, slalom speciale e combinata, sia maschili sia femminili.
Trattandosi di competizioni valide anche ai fini del punteggio FIS, poterono partecipare anche sciatori di altre federazioni, senza che questo consentisse loro di concorrere al titolo nazionale norvegese.

## Risultati

### Uomini

#### Discesa libera
| Pos. | Atleta                 | Nazione  | Tempo   |
| ---- | ---------------------- | -------- | ------- |
| 1    | Kjetil André Aamodt    | Norvegia | 1:09,48 |
| 2    | Lasse Paulsen          | Norvegia | 1:09,90 |
| 3    | Lasse Kjus             | Norvegia | 1:10,17 |
| 4    | Åne Sæter              | Norvegia | 1:10,24 |
| 5    | Audun Grønvold         | Norvegia | 1:10,26 |
| 6    | Kenneth Sivertsen      | Norvegia | 1:10,44 |
| 7    | Henrik Robin Motys     | Norvegia | 1:10,54 |
| 8    | Bjarne Solbakken       | Norvegia | 1:10,68 |
| 9    | Sondre Elvestad        | Norvegia | 1:11,00 |
| 10   | Lars Birger Vik Hansen | Norvegia | 1:12,01 |

Data: 27 marzo

#### Supergigante
| Pos. | Atleta                 | Nazione   | Tempo   |
| ---- | ---------------------- | --------- | ------- |
| 1    | Lasse Kjus             | Norvegia  | 1:19,23 |
| 2    | Lasse Paulsen          | Norvegia  | 1:19,31 |
| 3    | Kjetil André Aamodt    | Norvegia  | 1:20,34 |
| 4    | Kenneth Sivertsen      | Norvegia  | 1:20,40 |
| 5    | Audun Grønvold         | Norvegia  | 1:20,73 |
| 6    | Andreas Damstuen       | Norvegia  | 1:20,96 |
| 7    | Lars Birger Vik Hansen | Norvegia  | 1:21,18 |
| 8    | Sondre Elvestad        | Norvegia  | 1:21,35 |
| 9    | Janne Leskinen         | Finlandia | 1:21,64 |
| 10   | Bjarne Solbakken       | Norvegia  | 1:21,69 |

Data: 23 marzo

#### Slalom gigante
| Pos. | Atleta                         | Nazione  | Tempo   |
| ---- | ------------------------------ | -------- | ------- |
| 1    | Hans Petter Buraas             | Norvegia | 2:09,12 |
| 2    | Kjetil André Aamodt            | Norvegia | 2:09,37 |
| 3    | Lasse Kjus                     | Norvegia | 2:09,39 |
| 4    | Harald Christian Strand Nilsen | Norvegia | 2:09,88 |
| 5    | Lasse Paulsen                  | Norvegia | 2:10,53 |
| 6    | Åne Sæter                      | Norvegia | 2:11,77 |
| 7    | Tom Stiansen                   | Norvegia | 2:12,21 |
| 8    | Truls Ove Karlsen              | Norvegia | 2:12,94 |
| 9    | Arnt Georg Kolle               | Norvegia | 2:13,40 |
| 10   | Olav Råstad                    | Norvegia | 2:13,54 |

Data: 28 marzo

#### Slalom speciale
| Pos. | Atleta                         | Nazione   | Tempo   |
| ---- | ------------------------------ | --------- | ------- |
| 1    | Hans Petter Buraas             | Norvegia  | 1:40,32 |
| 2    | Ole Kristian Furuseth          | Norvegia  | 1:41,93 |
| 3    | Kai Are Fossland               | Norvegia  | 1:42,55 |
| 4    | Harald Christian Strand Nilsen | Norvegia  | 1:42,69 |
| 5    | Arnt Georg Kolle               | Norvegia  | 1:42,85 |
| 6    | Sampsa Koho-Iipponen           | Finlandia | 1:44,28 |
| 7    | Charlie Bergendahl             | Svezia    | 1:44,45 |
| 8    | Hermann Schiestl               | Austria   | 1:44,57 |
| 9    | Rune Nielsen                   | Norvegia  | 1:45,21 |
| 10   | Ronny Jevard                   | Norvegia  | 1:46,38 |

Data: 29 marzo

#### Combinata
| Pos. | Atleta             | Nazione  |
| ---- | ------------------ | -------- |
| 1    | Lasse Paulsen      | Norvegia |
| 2    | Henrik Robin Motys | Norvegia |
| 3    | Rune Nielsen       | Norvegia |

### Donne

#### Discesa libera
| Pos. | Atleta                | Nazione   | Tempo   |
| ---- | --------------------- | --------- | ------- |
| 1    | Grete Strøm           | Norvegia  | 1:24,56 |
| 2    | Ingeborg Helen Marken | Norvegia  | 1:24,62 |
| 3    | Andrine Flemmen       | Norvegia  | 1:24,93 |
| 4    | Lisa Bremseth         | Norvegia  | 1:25,59 |
| 5    | Gro Kvinlog           | Norvegia  | 1:26,16 |
| 6    | Pia Käyhkö            | Finlandia | 1:26,70 |
| 7    | Tonje Norheim         | Norvegia  | 1:27,12 |
| 8    | Mona Een              | Norvegia  | 1:27,22 |
| 9    | Siri Bjørgen          | Norvegia  | 1:27,67 |
| 10   | Lena Stenli Pedersen  | Norvegia  | 1:27,78 |

Data: 26 marzo

#### Supergigante
| Pos. | Atleta                | Nazione   | Tempo   |
| ---- | --------------------- | --------- | ------- |
| 1    | Ingeborg Helen Marken | Norvegia  | 1:23,99 |
| 2    | Grete Strøm           | Norvegia  | 1:24,94 |
| 3    | Trude Gimle           | Norvegia  | 1:25,06 |
| 4    | Andrine Flemmen       | Norvegia  | 1:25,15 |
| 5    | Lisa Bremseth         | Norvegia  | 1:25,46 |
| 6    | Siri Bjørgen          | Norvegia  | 1:25,66 |
| 7    | Pia Käyhkö            | Finlandia | 1:25,86 |
| 8    | Stina Hofgård Nilsen  | Norvegia  | 1:26,04 |
| 9    | Tonje Norheim         | Norvegia  | 1:26,07 |
| 10   | Cecilie Hagen Larsen  | Norvegia  | 1:26,15 |

Data: 23 marzo

#### Slalom gigante
| Pos. | Atleta                | Nazione   | Tempo   |
| ---- | --------------------- | --------- | ------- |
| 1    | Andrine Flemmen       | Norvegia  | 2:19,21 |
| 2    | Marianne Kjørstad     | Norvegia  | 2:24,22 |
| 3    | Gro Kvinlog           | Norvegia  | 2:24,46 |
| 4    | Bente Giljarhus       | Norvegia  | 2:24,50 |
| 5    | Trine Bakke           | Norvegia  | 2:24,56 |
| 6    | Lisa Bremseth         | Norvegia  | 2:24,65 |
| 7    | Siri Bjørgen          | Norvegia  | 2:24,86 |
| 8    | Pia Käyhkö            | Finlandia | 2:24,91 |
| 9    | Ingeborg Helen Marken | Norvegia  | 2:25,28 |
| 10   | Trude Gimle           | Norvegia  | 2:25,29 |

Data: 28 marzo

#### Slalom speciale
| Pos. | Atleta                 | Nazione   | Tempo   |
| ---- | ---------------------- | --------- | ------- |
| 1    | Trine Bakke            | Norvegia  | 1:44,37 |
| 2    | Henna Raita            | Finlandia | 1:45,14 |
| 3    | Trude Gimle            | Norvegia  | 1:45,36 |
| 4    | Andrine Flemmen        | Norvegia  | 1:45,44 |
| 5    | Petra Olamo            | Finlandia | 1:46,07 |
| 6    | Erika Hansson          | Svezia    | 1:46,31 |
| 7    | Katja Jantunen         | Finlandia | 1:46,38 |
| 8    | Marianne Kjørstad      | Norvegia  | 1:47,38 |
| 9    | Brynja Þorsteinsdóttir | Islanda   | 1:48,51 |
| 10   | Cecilie Hagen Larsen   | Norvegia  | 1:48,65 |

Data: 29 marzo

#### Combinata
| Pos. | Atleta                | Nazione  |
| ---- | --------------------- | -------- |
| 1    | Andrine Flemmen       | Norvegia |
| 2    | Ingeborg Helen Marken | Norvegia |
| 3    | Grete Strøm           | Norvegia |